# Asclepiadinae
Asclepiadinae, podtribus svileničevki iz porodice zimzelenovki, dio je tribusa Asclepiadeae. Postoji 23 priznata roda, tipični je Asclepias

## Rodovi
1. Asclepias L. 205
2. Aspidoglossum E.Mey. 37
3. Aspidonepsis Nicholas & Goyder 5
4. Calciphila Liede & Meve 2
5. Calotropis R.Br. 3
6. Cordylogyne E.Mey. 2
7. Fanninia Harv. 1
8. Glossostelma Schltr. 12
9. Gomphocarpus R.Br. 20
10. Kanahia R.Br. 2
11. Margaretta Oliv. 1
12. Miraglossum Kupicha 7
13. Oxystelma R.Br. 2
14. Pachycarpus E.Mey. 39
15. Parapodium E.Mey. 3
16. Pergularia L. 2
17. Periglossum Decne. 3
18. Schizoglossum E.Mey. 26
19. Solenostemma Hayne 1
20. Stathmostelma K.Schum. 14
21. Stenostelma Schltr. 6
22. Woodia Schltr. 3
23. Xysmalobium R.Br. 39